# Надводний борт

Графічне зображення корабля. f — надводний борт.

Надводний борт — у вітрильних кораблів та човнів відстань від ватерлінії до верхньої палуби, вимірюється в найнижчий точці чистої води, де вода може потрапити у човен або у корабель. У комерційних суден останній критерій виміряний відносно вантажної лінії, незалежно від палубних механізмів, є підмандатним та регульованим значенням.
Для яхт низький надводний борт характерен для гоночних човнів, для зниження ваги/опору, а отже збільшення швидкості. Більш високий надводний борт допомагає збільшити простір каюти, але збільшує вагу та опір, зменшуючи швидкість. Високий надводний борт, крім того, зменшує вплив штормових хвиль на відкриті палуби. Човен з надводним бортом може набрати води у негоду. Вантажні судна та бойові кораблі мають високі надводні борти для збільшення внутрішнього об'єму, що також підвищує їхню плавучість згідно з правилами ММО.